# Achatinella
Achatinella ist der Name einer Gattung von Schnecken in der Familie Achatinellidae, nachtaktiver, lebendgebärender Baumschnecken, die auf der hawaiischen Insel Oʻahu endemisch sind.

## Merkmale
Die bei ausgewachsenen Schnecken meist etwa 2 cm langen Gehäuse sind rechts oder links gewunden und variieren in Form und Farbe. Sie sind in der Regel länglich oder eiförmig und haben eine glatte Oberfläche.
Die Schnecken leben auf Bäumen, wo sie sich vom pilzlichen Bewuchs der Blätter ernähren. Gelegentlich werden die Schnecken auch auf Neophyten gefunden, doch ist unklar, ob auf diesen wachsende Pilze eine ausreichende Lebensgrundlage für die Schnecken bieten. In Gefangenschaft können zumindest einige Arten mit Pilzen gefüttert werden, die auf dem Myrtengewächs Metrosideros polymorpha oder auch auf Maismehl-Agar wachsen.
Die Schnecken sind wie andere Lungenschnecken Zwitter, die sich mit ihren Penissen gegenseitig begatten. Die Jungschnecken werden lebend geboren.

## Nutzung
Als die Achatinella-Schnecken noch häufig waren, wurden sie wegen ihrer Gehäuse gesammelt, die als Schmuck für Lei verwendet wurden.

## Verbreitung und Gefährdung
Schnecken der Gattung Achatinella leben ausschließlich auf der hawaiischen Insel Oʻahu. Auf Grund ihrer niedrigen Reproduktionsrate und ihres langsamen Wachstums reagieren sie empfindlich auf Störungen. Die Baumschnecken waren früher häufig und wurden in hawaiischen Märchen und Liedern erwähnt. Heute sind von den 40 beschriebenen Arten 16 ausgestorben und alle anderen stark gefährdet. Sie sind durch das Washingtoner Artenschutzabkommen streng geschützt.
Als Ursachen des Rückgangs und Aussterbens der Schnecken werden übermäßiges Sammeln durch Schneckensammler, die Nachstellung durch eingeschleppte Schweine und Ratten, die Rodung der Wälder sowie invasive Pflanzenarten wie Clidemia hirta und Dicranopteris linearis angegeben, die das Nachwachsen der für die Schnecken unentbehrlichen Futterbäume verhindern. Auch die eingeführte Ameisenart Pheidole megacephala, die Knoblauch-Glanzschnecke (Oxychilus alliarius) und die Rosige Wolfsschnecke (Euglandina rosea) machen Jagd auf Achatinella-Schnecken.

## Systematik
Zur Gattung Achatinella gehören 40 anerkannte Arten, davon 16 ausgestorbene, die in drei Untergattungen gestellt werden:
Untergattung Achatinella
- Achatinella apexfulva (Dixon, 1789) – ausgestorben[1]
- Achatinella cestus Newcomb, 1853
- Achatinella concavospira Pfeiffer, 1859
- Achatinella decora (Férussac, 1821) – ausgestorben
- Achatinella leucorraphe (Gulick, 1873)
- Achatinella lorata Férussac, 1824
- Achatinella mustelina Mighels, 1845
- Achatinella swiftii Newcomb, 1853
- Achatinella turgida Newcomb, 1853
- Achatinella valida Pfeiffer, 1855 – ausgestorben
- Achatinella vittata Reeve, 1850

Untergattung Bulimella

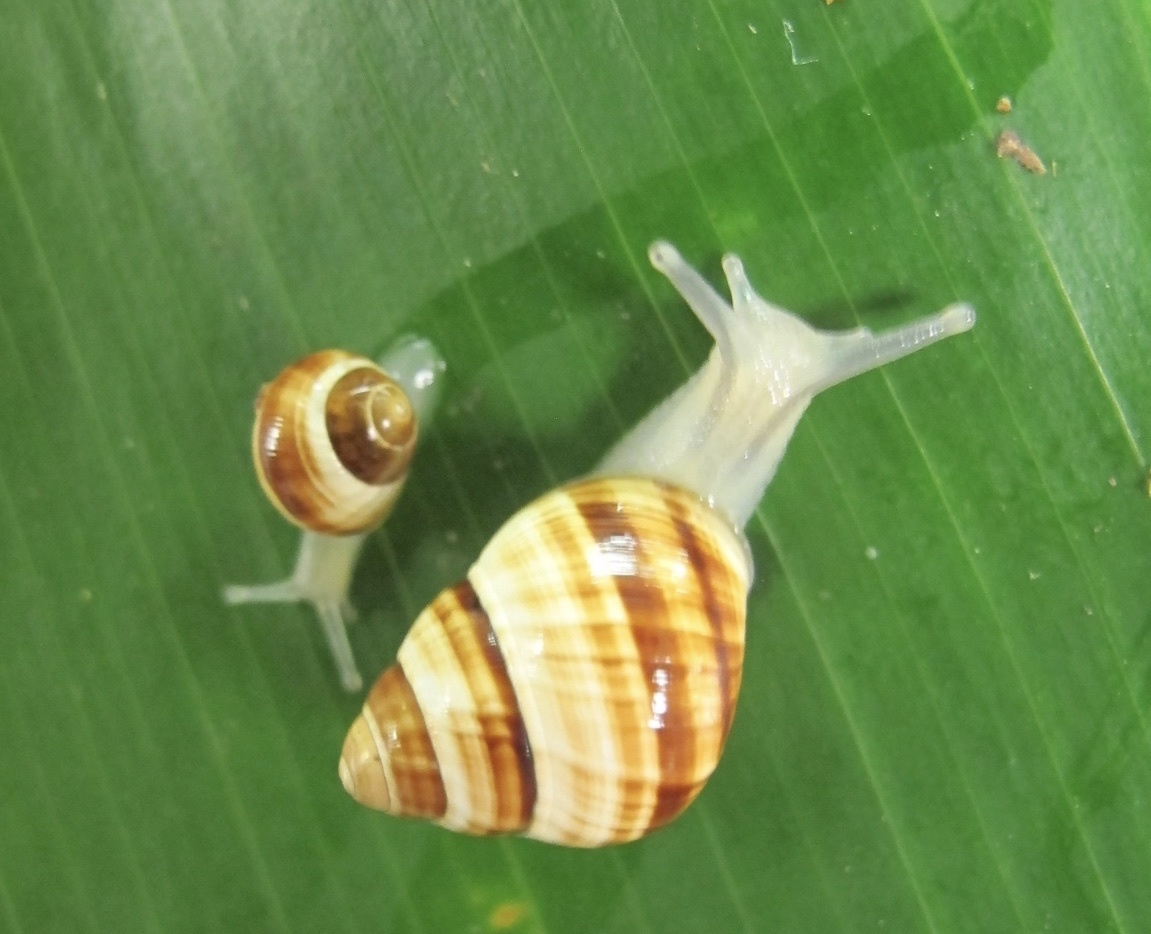
(Achatinella fuscobasis)

- Achatinella abbreviata Reeve, 1850 – ausgestorben
- Achatinella bulimoides Swainson, 1828
- Achatinella byronii (Wood, 1828)
- Achatinella decipiens Newcomb, 1854
- Achatinella fuscobasis (E. A. Smith, 1873)
- Achatinella lila Pilsbry, 1914
- Achatinella pulcherrima Swainson, 1828
- Achatinella pupukanioe Pilsbry & Cooke, 1914
- Achatinella sowerbyana Pfeiffer, 1855
- Achatinella taeniolata Pfeiffer, 1846
- Achatinella viridans Mighels, 1845
- Achatinella elegans Newcomb, 1853 – ausgestorben

Untergattung Achatinellastrum
- Achatinella bellula E. A. Smith, 1873
- Achatinella buddii Newcomb, 1853 – ausgestorben
- Achatinella casta Newcomb, 1853 – ausgestorben
- Achatinella caesia Gulick, 1858 – ausgestorben
- Achatinella curta Newcomb, 1853
- Achatinella dimorpha Gulick, 1858 – ausgestorben
- Achatinella fulgens Newcomb, 1853
- Achatinella juddii Baldwin, 1895 – ausgestorben
- Achatinella juncea Gulick, 1856 – ausgestorben
- Achatinella lehuiensis E. A. Smith, 1873 – ausgestorben
- Achatinella livida Swainson, 1828 – ausgestorben
- Achatinella papyracea Gulick, 1856 – ausgestorben
- Achatinella phaeozona Gulick, 1856
- Achatinella spaldingi Pilsbry & Cooke, 1914 – ausgestorben
- Achatinella stewartii (Green, 1827)
- Achatinella thaanumi Pilsbry & Cooke, 1914 – ausgestorben
- Achatinella vulpina (Férussac, 1824)